# Schloss Wissen

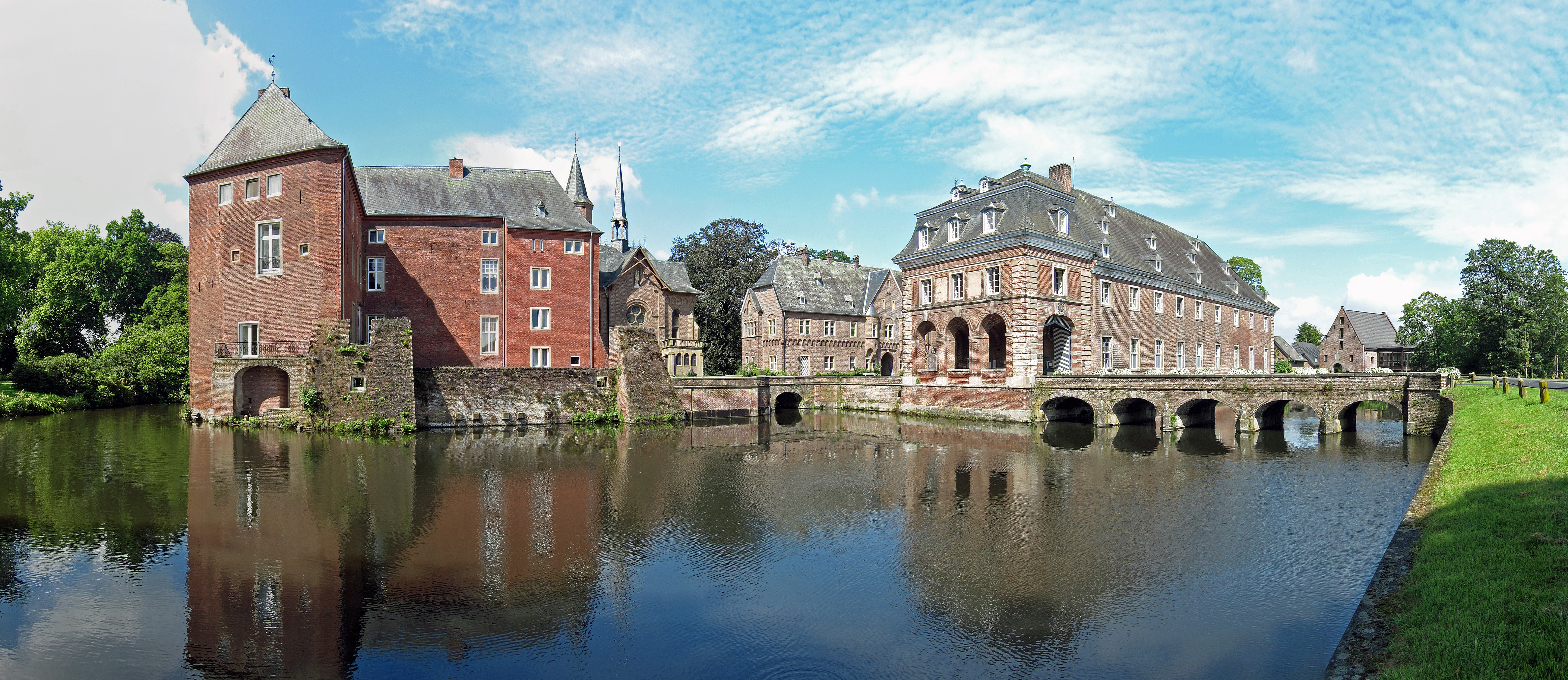
Schloss Wissen, von links nach rechts: Haupthaus, Kapelle und Vorburg

Das Schloss Wissen ist ein Wasserschloss südöstlich von Weeze im Kreis Kleve am linken Ufer der Niers. Seit 500 Jahren ist es der Stammsitz der Familie von Loë und einer der bekanntesten Adelssitze am Niederrhein.
Im 14. Jahrhundert als Wohnturm erbaut, wurde das Schloss im Laufe seiner Geschichte mehrfach im Geschmack der jeweiligen Zeit verändert. Nach einem ersten Umbau während des 16. Jahrhunderts im Stil der Niederländischen Renaissance folgte während des Barocks eine zweite Neugestaltung. Zwischen 1876 und 1886 ließ der damalige Schlossherr die gesamte Anlage dann unter Leitung von Vincenz Statz neugotisch verändern und erweitern. Die letzte bauliche Umgestaltung fand in den späten 1960er und frühen 1970er Jahren statt, als die stark beschädigten und überalterten Gebäude saniert und innen modernisiert wurden.

## Beschreibung
Die von einer etwa ein Meter tiefen Gräften umgebene Schlossanlage besteht aus einer Vorburg, einer Kernburg sowie einer Mühle und einem großen Park mit einer Orangerie.

### Vorburg

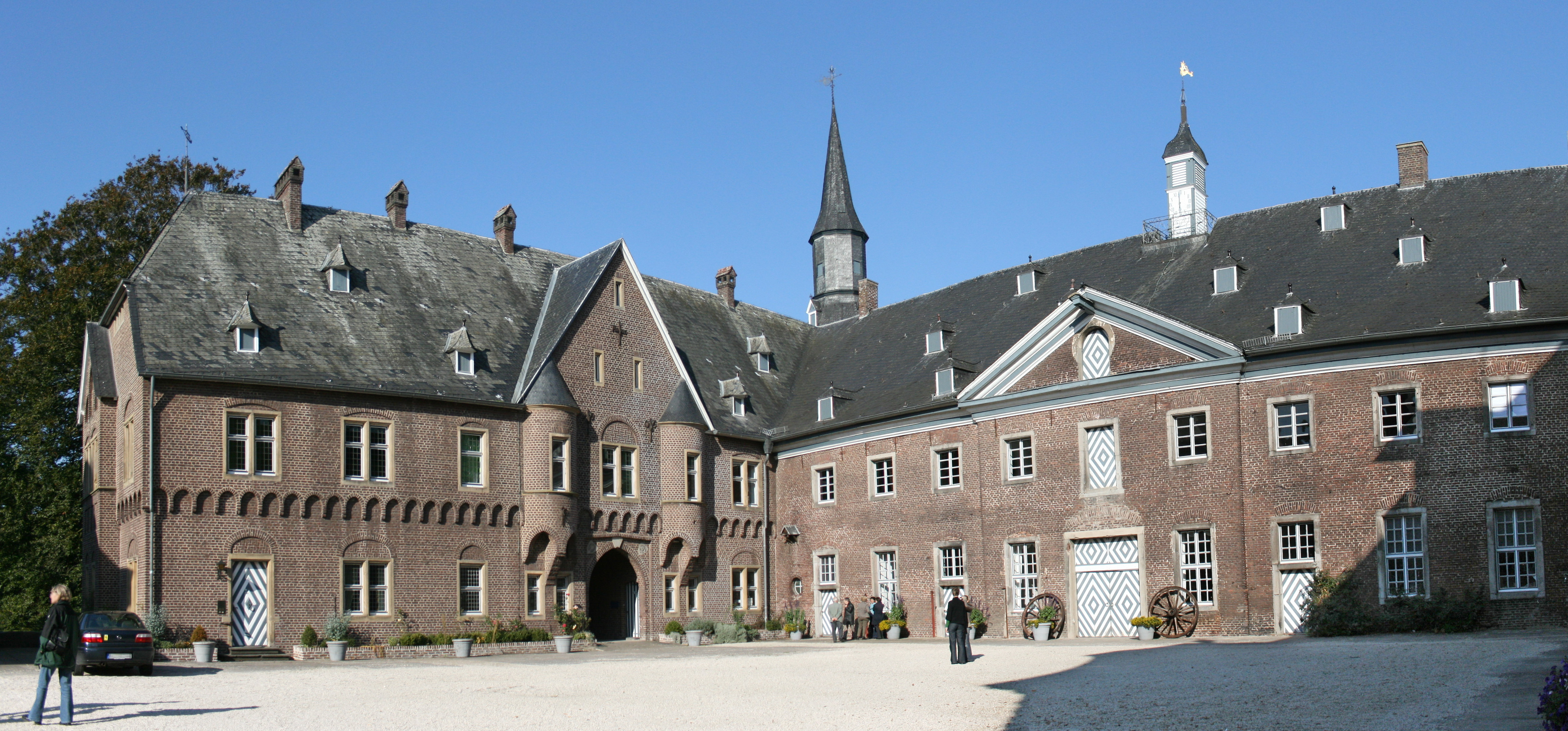
West- und Nordflügel der Vorburg, Hofansicht

Die dreiflügelige Vorburg des Schlosses geht in ihrem Kern auf das 14. Jahrhundert zurück. Davon künden heute noch die gotische Nord- und Westfassade des Gebäudekomplexes. Über ihre steinerne Bogenbrücke im Osten kann der Innenhof betreten werden. Sowohl Nord- als auch Westflügel der aus Backstein errichteten Vorburg besitzen in Dreiviertelhöhe einen vorkragenden Spitzbogenfries. Im obersten Stockwerk des nördlichen Flügels verläuft ein gedeckter Wehrgang mit Schießscharten und zeugt somit noch von der Wehrhaftigkeit der einstigen Burg. In der Mitte des Westflügels ist noch deutlich das alte Burgtor erkennbar, das bereits vor 1550 an seine heutige Position im Osten verlegt wurde. An beiden Seiten des Spitzbogenportals befinden sich zwei erkerartige, halbrunde Türmchen, die auf spitzbogigen Pendentifs ruhen. Die zum Hof zeigende Fassade wurde 1905 gestaltet, wovon Maueranker in Form dieser Jahreszahl zeugen. Die Entwürfe dazu stammten von dem Architekten Hermann Schaedtler. An dieser Hofseite finden sich am Portal die Wappen Friedrich Leopold von Loës und seiner Frau Paula von Korff genannt Schmising.
Mit dem sogenannten Dicken Turm besitzt die Wissener Vorburg an ihrer Nordwestecke einen der ältesten Teile der gesamten Anlage. Allerdings ist der runde Wehrturm mit einer lichten Weite von 4,60 Metern und seinem geschweiften Kegeldach mehrheitlich das Ergebnis einer Rekonstruktion des 19. Jahrhunderts.
Die Vorburg beherbergte früher Pferdeställe, ein Getreidelager und Remisen für die Kutschen. Noch zu Beginn des 19. Jahrhunderts wurde sie auch als Viehstall genutzt.

### Kernburg
Im Kernburgbereich befinden sich zwei Gebäude: Das herrschaftliche Haupthaus und eine Schlosskapelle.

#### Haupthaus

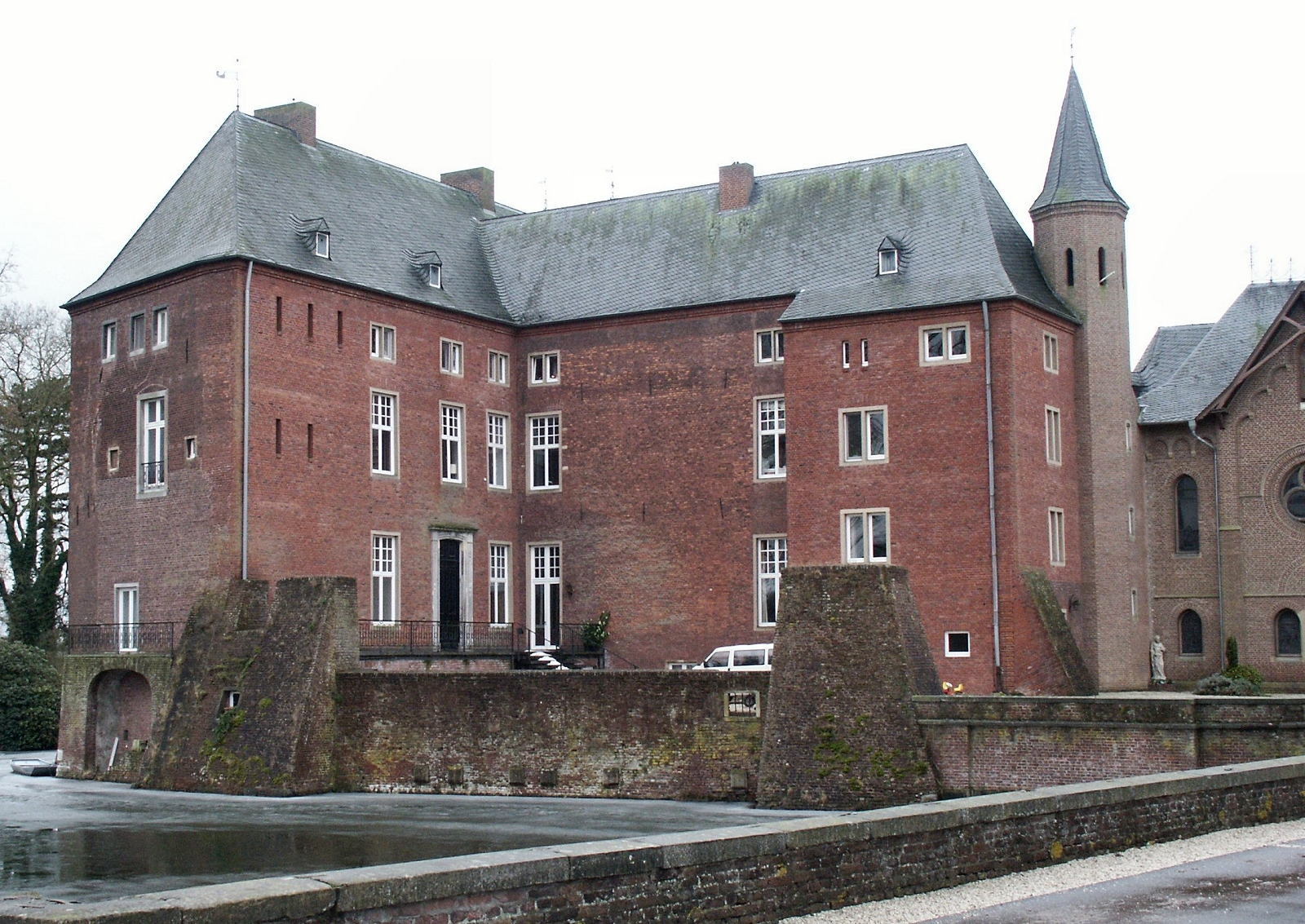
Haupthaus, Nordostansicht

Das schlichte, zweiflügelige Haupthaus im Stil des Barocks besitzt Mauerwerk aus Backstein und ist von einem Walmdach bedeckt. Im Kern stammt es noch aus dem 14. Jahrhundert. Die älteste Bausubstanz findet sich in seinem Südflügel, der im Sockelbereich Mauern von zwei Meter Dicke aufweist. Der Trakt misst etwa 23 mal 11 Meter und ist durch eine Zwischenwand in zwei ungleich große Räume unterteilt. Schon früh wurde ihm an der Westseite im rechten Winkel der zweite Flügel angebaut, ehe zwei weitere Trakte hinzu kamen, die jedoch heute nicht mehr erhalten sind.
Aus der Zeit der Renaissance sind Fragmente eines ornamental verzierten Prunkkamins erhalten, den der Bildhauer Arnt von Tricht aus Kalkar schuf. Er besaß einen Fries, auf dem Franz von Loë und seine Frau Sophia von Nesselrode abgebildet sind. Außerdem sind im Saal des Westflügels noch Stuckdecken und Täfelungen erhalten, die wahrscheinlich aus der Zeit um 1766 stammen. Die Stuckverzierungen eines Salons könnten von dem Stuckateur Petrus Nicolaas Gagini nach Entwürfen Jakob Couvens angebracht worden sein.

#### Schlosskapelle
Die von dem Kölner Architekten Vincenz Statz entworfene, zwischen 1874 und 1878 errichtete Kapelle ist ein bedeutendes Werk der Neugotik am Niederrhein. Der Außenbau ist schlicht in regionaler Backsteinbauweise ausgeführt. Bemerkenswert ist die komplett erhaltene Innenausstattung des zweigeschossigen Kapellen-Innenraums. Die Ikonografie und Ausstattung sind auf das Marienpatrozinium bezogen, so die Ausmalung der halbrunden Apsis, der Marienleuchter im mittleren Gewölbejoch und die drei großen Rundfenster der Empore. Das Gewölbe wird von Säulen aus französischem Kalkstein getragen. Die kostbaren Fenster wurden von der Firma Hardman & Co. in Birmingham angefertigt, einem der weltweit führenden Hersteller von Glasfenstern. Die Glasmalereien zeigen im Westen Jesus am Kreuz und Mariä Verkündigung sowie im Osten Maria nach der Vision der geheimen Offenbarung.
Der Entwurf des in Kupfer und Messing ausgeführten Altars stammt ebenfalls von Vincenz Statz, die Ausführung lag beim Kölner Goldschmied Franz Wüsten. Die Darstellungen am Antependium zeigen die auf das Opfer Christi vorausdeutenden Opfer des alten Bundes: Abraham, der seinen Sohn opfern wollte, sowie Melchisedech, der Brot und Wein opferte. Auf den Tabernakeltüren sind Engel abgebildet, die in Emaillearbeit gefertigt wurden. Auf der Rückwand ist der auferstandene Christus zu sehen, flankiert von den zwölf Aposteln. 
Das zentrale Apsisgemälde (Öl auf Kupfer) entwarf der nazarenische Maler Edward von Steinle, ausgeführt hat es 1866 sein Schüler Paul Franz Maria Guillery. Es zeigt die Namenspatrone des damaligen Schlossherrn und seiner Kinder. In der Rundung oben ist die thronende Jungfrau Maria mit dem Jesuskind dargestellt.
Die Orgel in der Schlosskapelle wurde 1882 von dem Orgelbauer Rütter aus Kevelaer erbaut. Das Schleifladen-Instrument hat acht Register auf einem Manualwerk (C-f3: Prästant 8‘, Salicional 8‘, Fugara 8‘, Flöte 4‘, Viola 4‘, Cornett I-III 22/3’) und Pedal (C-f1: Bourdon 16’, Gedackt 8’). Die Trakturen sind mechanisch.
Nicht nur unter kunstgeschichtlichen Aspekten, sondern auch als Manifest des Katholizismus in der Zeit des Kulturkampfes ist die Wissener Kapelle von Bedeutung. Ihre Errichtung als privates Gebäude mit kirchlicher Nutzung wurde vom Berliner Ministerium und der königlichen Regierung in Düsseldorf argwöhnisch beäugt. Man befürchtete, dass es sich de facto um ein öffentliches Gotteshaus handeln könne, dass der katholischen Bevölkerung der Umgegend für den Gottesdienst zur Verfügung stehen sollte. Auf dem Höhepunkt der Bismarckschen Kulturkampfgesetze war der Bau daher nur mit taktischen Mitteln gegen den staatlichen Widerstand durchzusetzen.

### Schlossmühle und Schlosspark

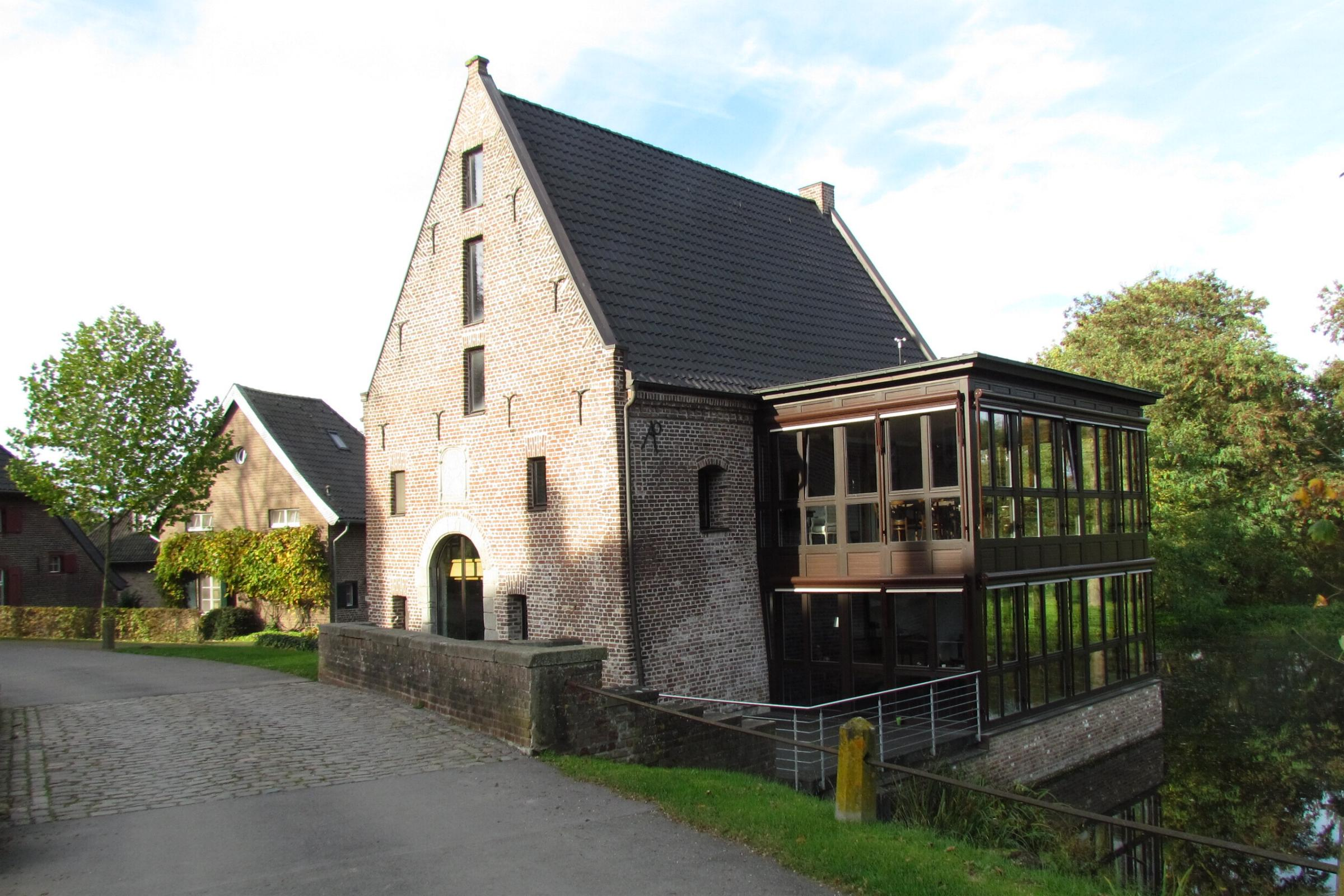
Schlossmühle

Nördlich der Schlossinsel steht an einem alten Niersarm die Wissener Schlossmühle. Der Backsteinbau ist eine Pfahlrostgründung auf Eichenpfählen und stammt aus dem Jahr 1545. Über ihrem Eingang hängt das Wappen ihrer Erbauer Franz von Loë und seiner Frau Sophia von Nesselrode. Durch die Regulierung der Niers in den 1930er Jahren kam es zu einer Absenkung des Wasserspiegels und die Pfähle des Mühlengrundes begannen zu faulen, wodurch das Gebäude einsturzgefährdet war. Heute ist das Gebäude gesichert und dient als Tagungs- und Frühstücksraum für den Hotelbetrieb des Anwesens.
Ein Schlosspark war bereits im 17. Jahrhundert vorhanden. Damals bestand er aus symmetrisch angelegten Gärten westlich und östlich der Schlossinsel sowie großen Obstwiesen. Die heutigen großen Bäume und zum Teil exotischen Gehölze stammen allerdings von Pflanzungen aus dem 19. Jahrhundert.

## Geschichte

### Bewohner und Besitzer
In einer Urkunde vom 28. Januar 1372 wurde Schloss Wissen erstmals erwähnt, denn in jenem Jahr stellte Graf Adolf von Kleve einen Schutzbrief für das Kirchspiel Weeze aus, nahm dabei aber das Haus des Amtmanns von Goch, Heinrich von der Straeten, (heren Henrix hues end Guede van der Straten) davon aus. Die aus Flandern stammende Familie von der Straeten hatte Wissen als Lehen des Xantener Viktorstiftes erhalten und zu ihrem Stammsitz erkoren. Noch im selben Jahr nahm der Graf aber auch das Haus Wissen unter seinen Schutz.
Bereits für 1401 ist eine Kapelle in der damaligen Burganlage bezeugt, denn in jenem Jahr weihte der Kölner Weihbischof Konrad von Köln, Bischof von Venecompone, den dortigen Altar. Um 1440 starb mit Johann von der Straeten der letzte männliche Vertreter der Familie aus, und seine Tochter Anna brachte Schloss Wissen mit in ihre Ehe mit dem geldrischen Erbhofmeister Johann von Broeckhuysen. Nach dessen Tod auf einer Pilgerreise ins Heilige Land führte seine Witwe das Haus noch bis 1461 allein weiter, ehe sie es in jenem Jahr für 9450 Oberländische Rheinische Gulden an Johann von Loë verkaufte. Dieser erwarb die Anlage als Hochzeitsgeschenk für seinen Sohn Wessel und dessen Braut Lyssbeth von Beerenbrock.
Herzog Johann II. von Kleve erhob das Haus Wissen mit Vorburg, Mühlen, Baumgräten und allem Zubehör 1497 als Dank für die treuen Dienste des Wessel von Loë zu einer eigenständigen Herrschaft, die allerdings ein klevisches Lehen wurde. Die damit einhergehende Gerichtsbarkeit dokumentiert heute noch das Verlies im Dicken Turm der Vorburg. Über Wessels Sohn This (Matthias) kam die Anlage als Erbe an dessen ältesten Sohn Franz. Nach seinem Tod im Jahr 1579 konnte das mittlerweile zum Schloss umgebaute Anwesen nicht an einen Sohn weitervererbt werden, weil der einzige Sohn des Paares schon 1572 verstorben war. Franz’ Witwe Sophia von Nesselrode leitete deshalb die Verwaltung des Hauses für ihren noch unmündigen Enkel Wessel, bis dieser 1591 alt genug war, sein Erbe anzutreten. Wessel von Loë machte sich einen Namen als Kunstliebhaber, weil er nach einer Bildungsreise nach Frankreich und Italien eine Antikensammlung im Schloss einrichtete. 1609 kaufte er das Schloss und die zugehörige Mühle von der Lehensbindung an Xanten frei.
Wessels Sohn Degenhard Bertram aus der 1601 geschlossenen Ehe mit Sophia Haes von Konradsheim wurde in den Freiherrenstand erhoben. 1808 erhielt Edmund von Loë sogar den Titel eines comte de l’Empire in der Noblesse impériale. Friedrich Karl von Loë wurde 1840 in den preußischen Grafenstand erhoben. Dessen Erbe wurde Maximilian August von Loë.
1945, kurz vor Kriegsende, beherbergte Isabelle Gräfin von Loë im Schloss zahlreiche Flüchtlinge. Am Abend des 1. März 1945 zogen die letzten deutschen Fallschirmjäger ab und sprengten die Niersbrücke südöstlich des Schlosses.
Die Familie von Loë ist heute noch im Besitz des Schlosses und nutzt es mittlerweile in der 17. Generation als Wohnsitz.

### Baugeschichte
In der Urkunde von 1372 wird neben der Kernburg auch eine Vorburg genannt, was auf die damalige stattliche Größe der Anlage hindeutet. Wahrscheinlich wurde die Anlage erst kurz zuvor gebaut. Vermutet wird, dass sich das heutige Schloss Wissen aus einer Turmhügelburg entwickelt hat. Darauf deutet das dicke Mauerwerk des Haupthauses hin, das wahrscheinlich aus einem dreigeschossigen, hausartigen Wohnturm gewachsen ist. Als Zeugen des 14. Jahrhunderts können zwei Fassaden der Vorburg und der Sockel des Dicken Turmes angesehen werden.

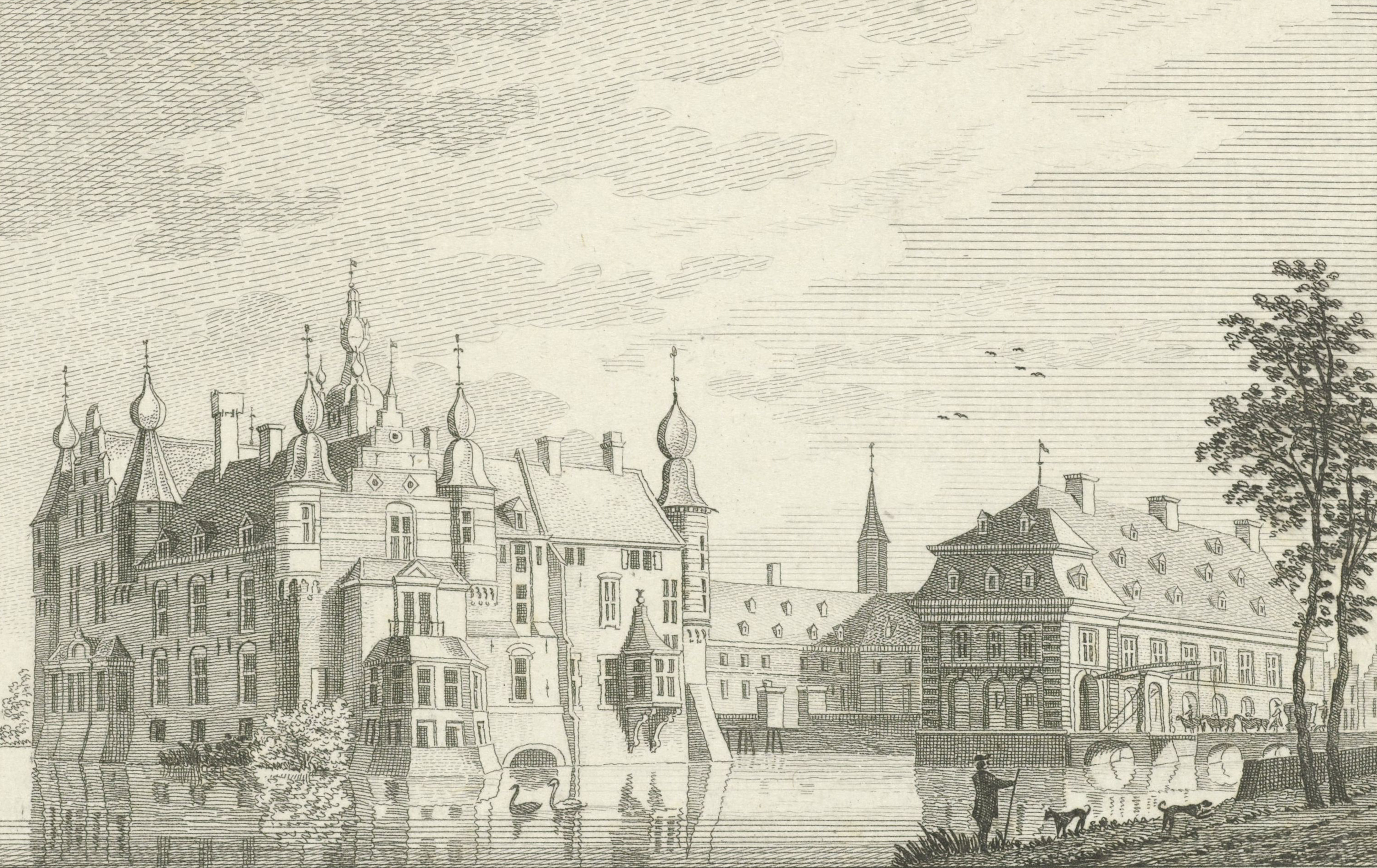
Ansicht des Schlosses nach Jan de Beijer

Die Schlossanlage wurde im Laufe der Jahrhunderte viermal grundlegend um- und ausgebaut, jedes Mal dem damaligen Zeitgeschmack entsprechend.
Vermutlich noch vor 1500 erfuhr das Haupthaus durch Anbau von drei Flügeln eine Erweiterung zu einer geschlossenen Vierflügelanlage mit kleinem Innenhof und Eckwarten. Vor 1550 wurde im Bereich des heutigen Schlossparks ein wuchtiger Turm errichtet, der jedoch nicht mehr erhalten ist. An seiner Stelle steht heute eine Orangerie. Franz von Loë ließ um 1550 nach seiner Hochzeit mit Sophia von Nesselrode die Burg im Stil der frühen Niederländischen Renaissance umbauen und deren Äußeres durch zahlreiche Treppengiebel und Erkertürmchen umgestalten. 
Nachdem hessische Truppen das Schloss im Dreißigjährigen Krieg unter Hauptmann Feldtfenger 1641 geplündert hatten, ließen Johann Adolpf von Loë und seine Frau Maria Anna von Wachtendonk ab 1739 die Vorburg im barocken Stil umgestalten. Der Ostflügel wurde mit dem heutigen, steilen Satteldach neu errichtet und der barocke Torbau errichtet. Über der Tordurchfahrt finden sich die Wappen ihrer Bauherren. Die zu ihr führende hölzerne Zugbrücke wurde zeitgleich durch eine steinerne Bogenbrücke ersetzt. Die Bauarbeiten waren nach 1740 beendet.
Zwischen 1760 und 1770 wurde die Anlage zu einem schlichten, barocken Landschloss nach französischem Vorbild umgebaut. Bauherren waren Franz Karl von Loë und seine Frau Alexandrine, geborene Gräfin von Hor(r)ion. Dabei wurden sämtliche architektonischen Elemente des 16. Jahrhunderts entfernt, und das Mauerwerk aus Backstein erhielt einen weißen Verputz. Darüber hinaus wurden die Bauten mit einem Mansarddach versehen, und ein Großteil der heute noch erhaltenen Parkanlagen angelegt. Den dortigen Turm aus dem 16. Jahrhundert ließ der Schlossherr abreißen. Während der Arbeiten wurde auch der Dicke Turm der Vorburg bis auf eine Höhe von etwa zwölf Metern abgetragen. 1766 erfolgte die Weihe einer neuen Hauskapelle.
Unter Graf Maximilian August von Loë und seiner Frau Therese, geborene Gräfin von Arco-Zinneberg, kam es zu einer Rückführung der Architektur zum Vorbild des Mittelalters. In den Jahren 1876 bis 1886 wurde unter Leitung des Kölner Baumeisters Vincenz von Statz ein Umbau des Schlosses im Stil der Neugotik vorgenommen: Der weiße Putz wurde entfernt und die Gebäude mit einem neuen Satteldach und Treppengiebeln versehen. Auch baute man den Dicken Turm nach alten Zeichnungen wieder auf. Während der Umgestaltung der Schlossanlage wurde auch eine neugotische Kapelle errichtet. Mit der malerischen Ausgestaltung wurde Eduard von Steinle, der mit Statz befreundet war, beauftragt. Im Gegensatz zur vorherigen Hauskapelle, die fortan als Sakristei diente, stand diese neue Kapelle auch der Bevölkerung aus der Umgegend zur Verfügung. Die neugotische Umgestaltung fand unter Friedrich von Loë und seiner Frau Paula ihren Abschluss.
Im 19. Jahrhundert erfuhr der Schlosspark eine Erweiterung zu seiner heutigen Größe. Seine jetzige Form verdankt das Schloss Wissen einer umfassenden Sanierung in den Jahren 1969 bis 1973 durch Fritz Paul von Loë und seine Frau Inez von Boeselager. Zwar waren die Gebäude während des Zweiten Weltkriegs nicht durch direkte Bombentreffer zerstört worden, doch hatten Bomben- und Granatsplitter die Dächer der Anlage arg in Mitleidenschaft gezogen. Die Folge waren starke Wasserschäden in den oberen Etagen. Hinzu kamen Wasser- und Mauerschäden in den unteren Stockwerken und eine allgemeine Überalterung der Bausubstanz. Darüber hinaus war die Balkenauflage der Decken größtenteils verfault. Das Fehlen jeglicher moderner Installationen war ein weiterer Grund, weswegen die Schlossgebäude seit 1957 nicht mehr bewohnt waren. Eine Sanierung war mithin unumgänglich. In ihrem Zuge wurden die Kriegsschäden beseitigt, Wasser- und Elektroinstallationen vorgenommen und damit begonnen, die drei historischen Säle des Schlosses zu restaurieren. Während des Umbaus mussten der Ostflügel bis auf die Reste der Wehrmauer, der nördliche Querflügel, das sogenannte Nierskabinett – ein Erker an der Südostseite – und die Gartenterrasse entfernt werden. Außerdem wurden die neugotischen Architekturzutaten mit Ausnahme der Schlosskapelle rückgebaut. Das Haupthaus wurde dabei um ein niedriges Geschoss aufgestockt und anschließend mit einem Walmdach abgeschlossen.

### Heutige Nutzung
Heute dient das Schloss nicht nur als Wohnung der Besitzer, sondern beherbergt auch einen Forst- und Gutsbetrieb. In der Vorburg befinden sich – neben weiteren Wohnungen – Ateliers und Werkstätten.
Obwohl sich Schloss Wissen in Privatbesitz befindet, ist der Innenhof für Besucher frei zugänglich. Es wird von Seiten der Schlossherren jedoch um Rücksichtnahme auf die Privatsphäre der Bewohner gebeten.
In den ehemaligen Gesindehäusern, der sogenannten „Boye“ (Buje gesprochen), wurden einige Hotelzimmer und Appartements eingerichtet, die von Übernachtungsgästen gemietet werden können. Die Schlossmühle beherbergt ein Restaurant.